# Langer Eugen
Der Lange Eugen ist ein Hochhaus im Bonner Ortsteil Gronau, das von 1966 bis 1969 nach Plänen des Architekten Egon Eiermann errichtet wurde. Es liegt in Nähe des Rheinufers an der Hermann-Ehlers-Straße.
Bis zum Umzug des Deutschen Bundestages nach Berlin 1999 war das Gebäude als „neues Abgeordnetenhochhaus“ der Hauptstandort für die Büros der Mitglieder des Deutschen Bundestages. Nach der abgeschlossenen Sanierung wurde es ab April 2006 von damals elf Organisationen der Vereinten Nationen bezogen und ist Bestandteil des im Juli 2006 eröffneten UN-Campus. Der Lange Eugen steht als Baudenkmal unter Denkmalschutz und ist eine Station des Geschichtsrundwegs Weg der Demokratie.

## Geschichte
Der Bundestag, der seit 1949 im Bundeshaus tagte, hatte zur Unterbringung seiner Abgeordneten 1951 ein 160 Büroräume umfassendes Abgeordnetenhochhaus errichtet, das sich an das Bundeshaus anschloss. Des Weiteren mietete er einige Büroflächen an. Eine gemeinsame Unterbringung weiterer Abgeordneter, für die der Bau eines neuen Bürogebäudes notwendig war, scheiterte an einem 1956 erlassenen Baustopp. Diese, aufgrund des offiziell provisorischen Charakters der Hauptstadt Bonn getroffene, Vorgabe wurde erst gelockert, als die Platznot Anfang der 1960er Jahre immer dringlicher erschien. Daher wurden Planungen für den Bau eines neuen Abgeordnetenhochhauses begonnen. 
Dazu bot sich die Fläche zwischen dem Bundeshaus und den damaligen Bonner Sportanlagen in der „Gronau“ an, die in den neuen Sportpark Nord verlegt wurden. Im März 1965 erhielt der Karlsruher Professor Egon Eiermann den Auftrag für die Erstellung des Entwurfs und die künstlerische Oberleitung; Projektleiter war der Eiermann-Schüler Georg Pollich. Am 29. August 1966 erfolgte die Grundsteinlegung für das 115 Meter  hohe Gebäude, das Richtfest wurde am 10. Mai 1968 begangen und die Einweihung am 19. Februar 1969; die Abgeordneten und die Ausschüsse des Bundestags konnten es bis zum 1. November 1969 beziehen. Die Baukosten betrugen 50 Millionen D-Mark.
Im Planungsauftrag gab es die Klausel, dass das Gebäude auch für andere Zwecke nutzbar sein soll im Falle einer Wiedervereinigung. Vom Architekten Egon Eiermann wurde in einem Fernsehinterview die Weiternutzung des Gebäudes für eine Universität oder Vereinigte Nationen genannt.
Seinen Namen bekam der Lange Eugen als ironisch-augenzwinkernde Anspielung auf die geringe Körpergröße des ehemaligen Bundestagspräsidenten Eugen Gerstenmaier, aufgrund dessen persönlicher Initiative – während seiner Amtszeit – das Gebäude entstand. 1975 erhielt das Hochhaus aus Brandschutzgründen Glastüren in allen Bürogeschossen und eine Notlandeplattform auf dem Dach. Ein als Fluchtweg dienender Treppenturm an der Rheinseite wurde – nach einem Entwurf von Georg Pollich (Planungsgruppe Stieldorf) – von der Bundesbaudirektion 1979 angebaut.  Mit Fertigstellung des Langen Eugen stand erstmals jedem Abgeordneten des Deutschen Bundestags ein eigenes Büro von 17 Quadratmetern zur Verfügung – für Schreibkräfte waren Großraumbüros vorhanden. Das Restaurant im obersten Stockwerk bietet einen beeindruckenden Blick auf das Siebengebirge, bei gutem Wetter kann man am Horizont den Kölner Dom erkennen.
Verhältnismäßig früh – bereits knapp 30 Jahre nach der Fertigstellung – wurde der Bau am 26. November 1997 unter Denkmalschutz gestellt. Das Verfahren wurde durch die Landesregierung Nordrhein-Westfalens betrieben. Die Denkmalschützer begründeten ihre Entscheidung u. a. damit, dass das Gebäude mit seinem Verzicht auf hierarchische Elemente in der Fassadengestaltung ein „anschauliches Beispiel für das Verständnis demokratischen Bauens in der jungen Bundesrepublik“ sei. Durch den Bau des nahegelegenen und deutlich höheren Post Towers (2000–02) hat der Lange Eugen seinen unter anderem von der Kunsthistorikerin Angelika Schyma als erhaltenswert angesehenen Solitärcharakter zur Kennzeichnung des früheren Parlaments- und Regierungsviertels sowie als Auftakt zur Bonner Stadtsilhouette verloren.
Nachdem der Bundestag in Folge der Verlegung des Parlaments- und Regierungssitzes im Sommer 1999 nach Berlin umgezogen war, wurde der „Lange Eugen“ zunächst durch das Bundesinstitut für Berufsbildung sowie verschiedene nationale und internationale Bildungseinrichtungen genutzt. Am 28. Mai 2003 beschloss das Bundeskabinett, das Gebäude den Vereinten Nationen zur dauerhaften Nutzung zu überlassen. Die erforderliche Sanierung lag in Händen des Bau- und Liegenschaftsbetriebs NRW, wurde vom Architekturbüro HPP Architekten in Abstimmung mit Georg Pollich  durchgeführt und nahm veranschlagte Kosten in Höhe von 54,7 Millionen Euro in Anspruch. Sie war nur mit wenigen Umbauten verbunden, um den weitestgehenden Erhalt der Architektur Eiermanns zu sichern. Am 31. März 2006 wurde die Liegenschaft dem Bundesministerium für Umwelt, Naturschutz und Reaktorsicherheit übergeben.
Bis auf das größte Sekretariat, das der Klimarahmenkonvention, wurden alle Bonner UN-Einrichtungen ab April 2006 in das ehemalige Wahrzeichen der Bundeshauptstadt verlegt. Am 11. Juli 2006 weihte UN-Generalsekretär Kofi Annan den UN-Campus im Langen Eugen ein. Nach dem Einzug der Organisationen waren zunächst einige Etagen unbesetzt geblieben, die für die weitere Ansiedlung von UN-Institutionen freigehalten waren. Insgesamt bietet der Lange Eugen nach dem Umbau rund 675 Mitarbeitern Platz. Er wurde mit dem Einzug der UN-Organisationen exterritoriales Gebiet. Im Vorfeld der Eröffnung des UN-Campus wurde im März/April 2006 aus Sicherheitsgründen ein 700 m langer Zaun aus gut 5.600 Stäben um den Langen Eugen errichtet, in dessen Bau die damalige Bonner Oberbürgermeisterin Bärbel Dieckmann nach langem Widerstand einwilligte. Die Übernahme des Gebäudes durch die Vereinten Nationen verursachte die Sperrung der anliegenden Hermann-Ehlers-Straße für den Verkehr. Zur Vollendung des UN-Campus wurden der Südflügel des Bundeshauses und das „Alte Abgeordnetenhochhaus“ von 2009 bis 2013 umgebaut und dabei auch die sicherheitsrelevanten Einrichtungen im Untergeschoss des Langen Eugen erweitert. Seitdem verläuft der Sicherheitszaun mitten über die Straße. Ab Juli 2010 war auch ein Teil des Klimasekretariates im Langen Eugen beheimatet.
Seit Anfang Mai 2006 leuchten drei große Leuchtembleme auf dem Dach des Langen Eugen und zeigen den neuen Hauptstandort der UN in Bonn an. Auf der dem Rhein zugewandten Seite konnte aus technischen Gründen kein UN-Emblem angebracht werden. Durch die UN-Embleme steht der Lange Eugen nun für das internationale Bonn, während er früher mit Bonn als Bundeshauptstadt verbunden wurde, und repräsentiert somit den in Bonn vollzogenen Strukturwandel.

## Architektur
Die 115 Meter Gebäudehöhe verteilen sich auf 30 Geschosse, ferner existieren drei Untergeschosse. Zur Zeit der Nutzung durch den Bundestag beherbergten die Obergeschosse 3 bis 17 jeweils 30 Büroräume für 446 Abgeordnete. Die weiteren Geschosse 19 bis 28 beanspruchten die Ausschüsse, die dort in Sitzungssälen, Büro- und Konferenzräumen arbeiteten. Technische Einrichtungen für den Gebäudebetrieb waren bzw. sind in den Geschossen 18 und 30 untergebracht, das 29. und damit das oberste Geschoss bot einem Restaurant Platz.
Das Tragwerk des Hochhauses besteht komplett aus Stahl. Das stellt für (mittel-)europäische Verhältnisse eine große Besonderheit dar, denn hierzulande werden Gebäude üblicherweise aus Beton errichtet. Aus diesem Grunde ist der Lange Eugen auch das höchste Stahlgebäude in Deutschland, obwohl er in der Liste aller Wolkenkratzer in Deutschland nur Platz 48 einnimmt. Seit der Modernisierung sind insgesamt 410 Büroräume vorhanden. Für kleinere Tagungen stehen 36 Besprechungs- und 4 Konferenzräume zur Verfügung. Daneben gibt es eine Bibliothek.
Im September 2003 wurde eine  neue Klimatechnik auf dem Dach installiert.

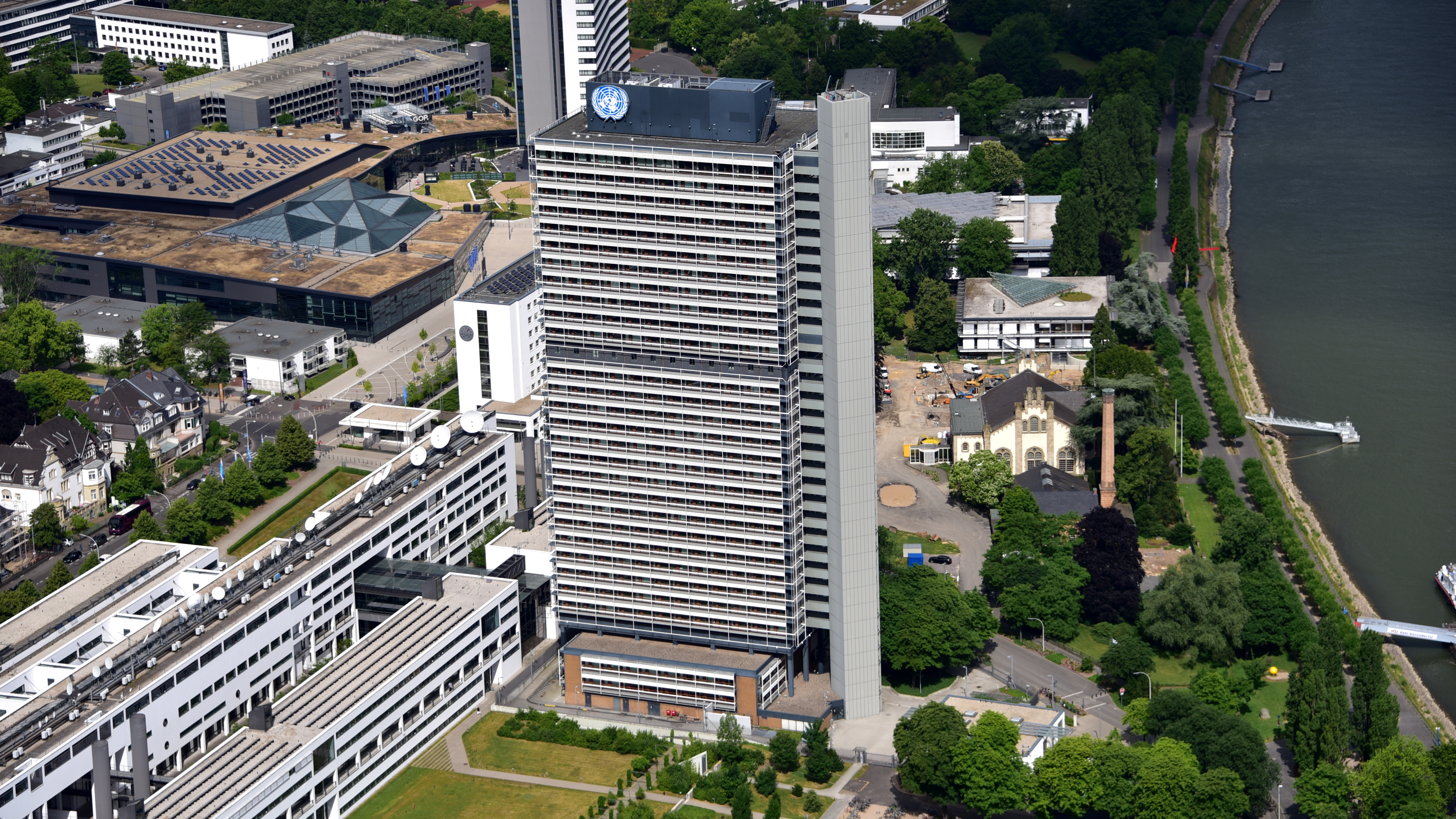
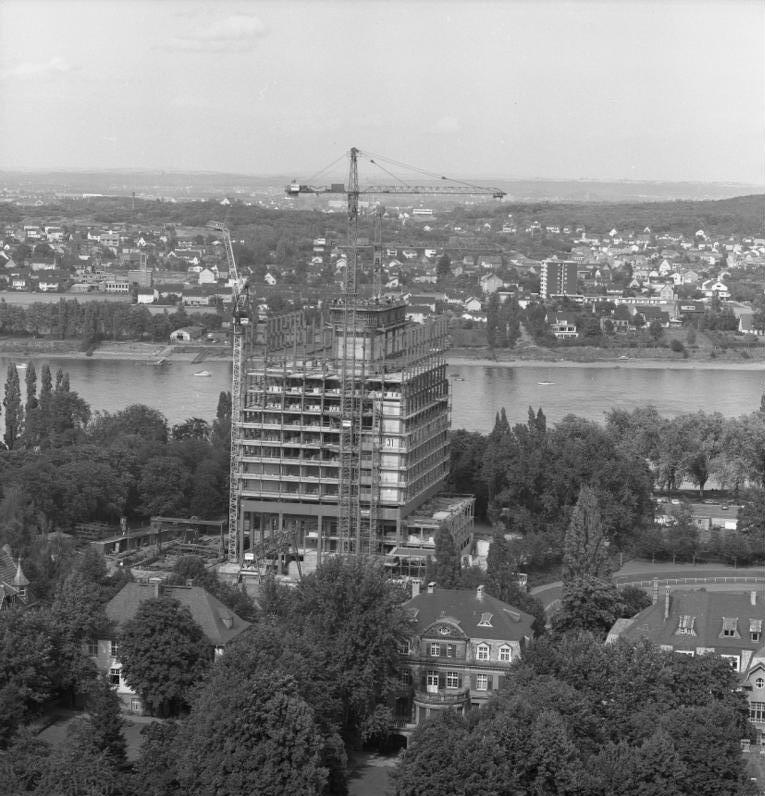
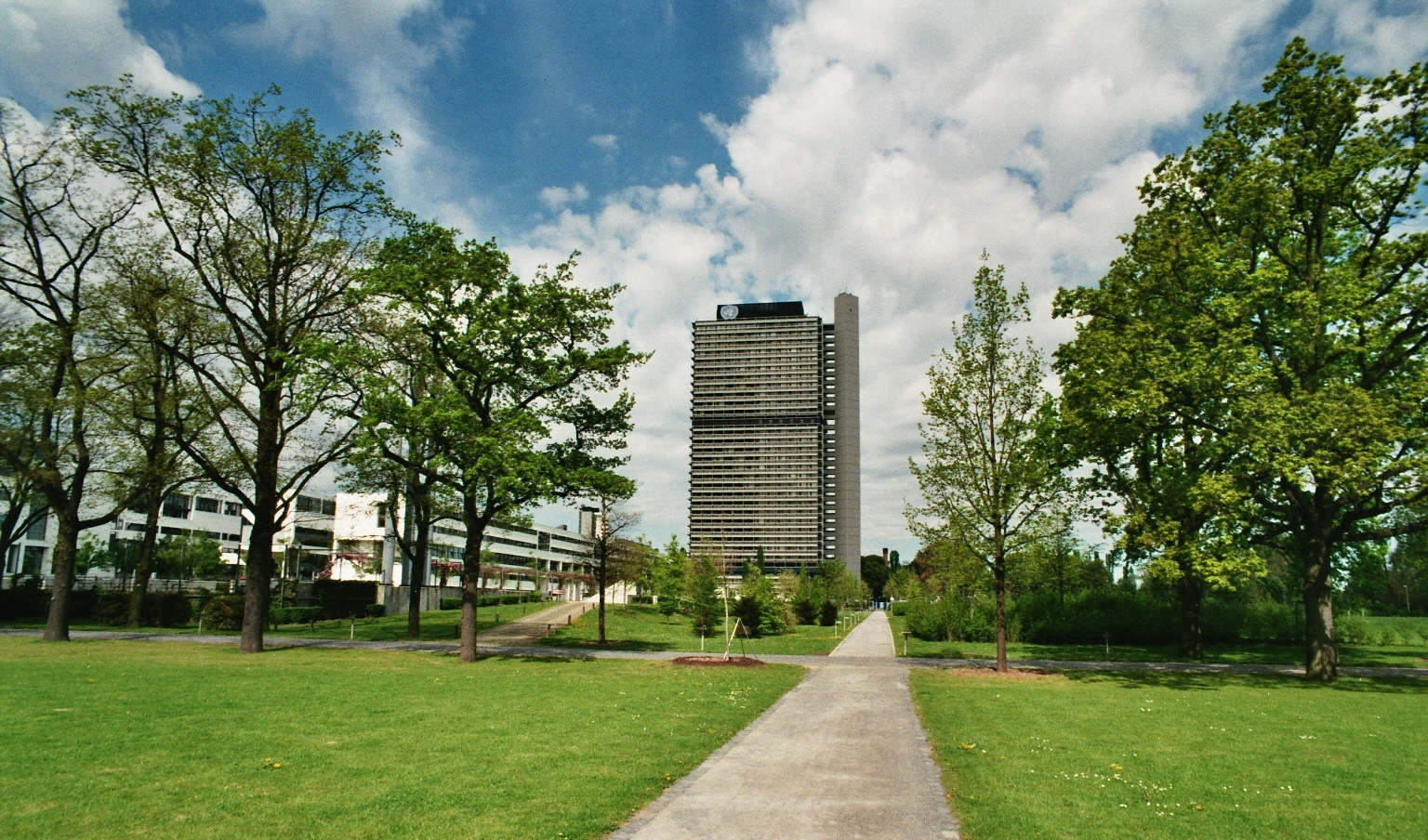
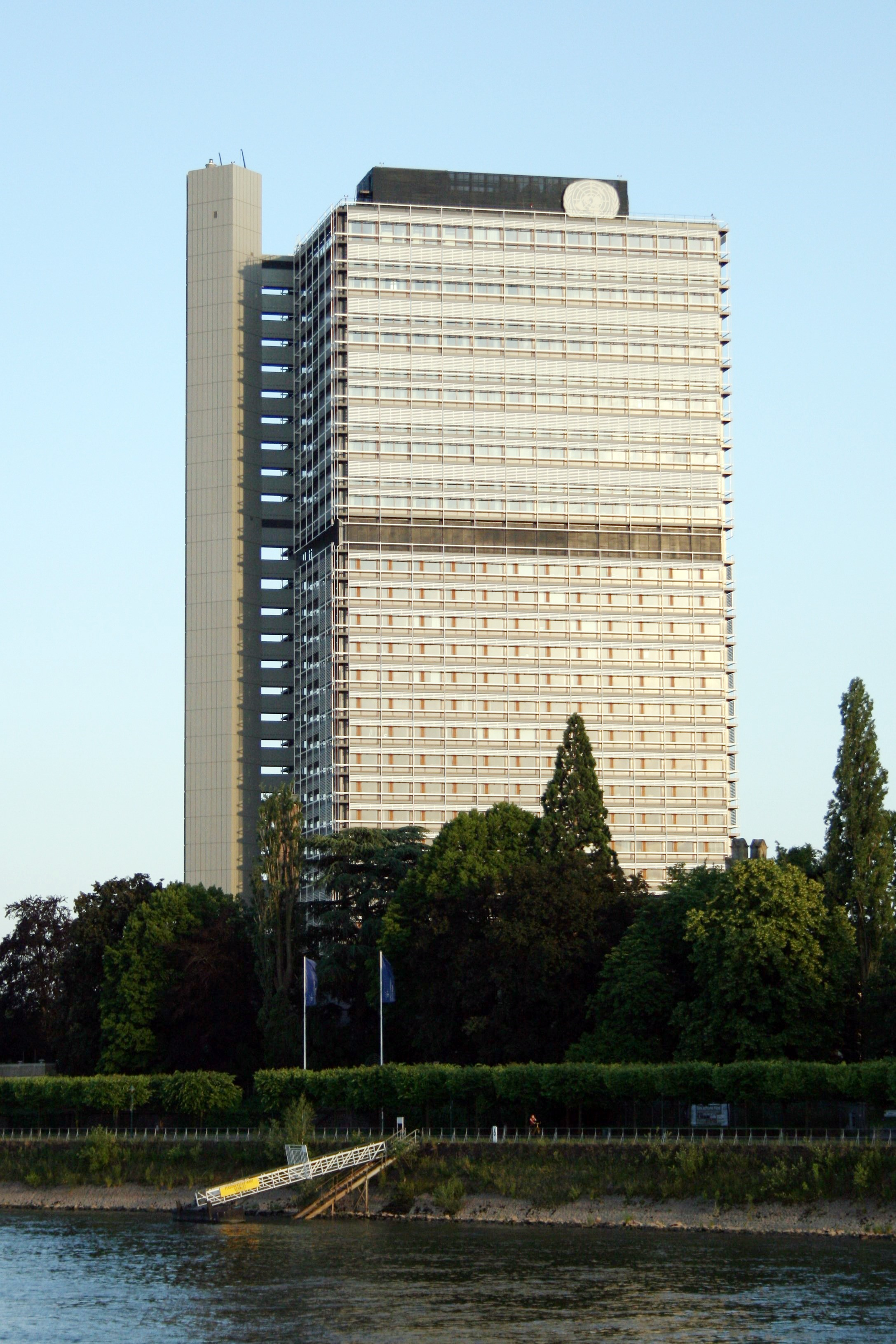
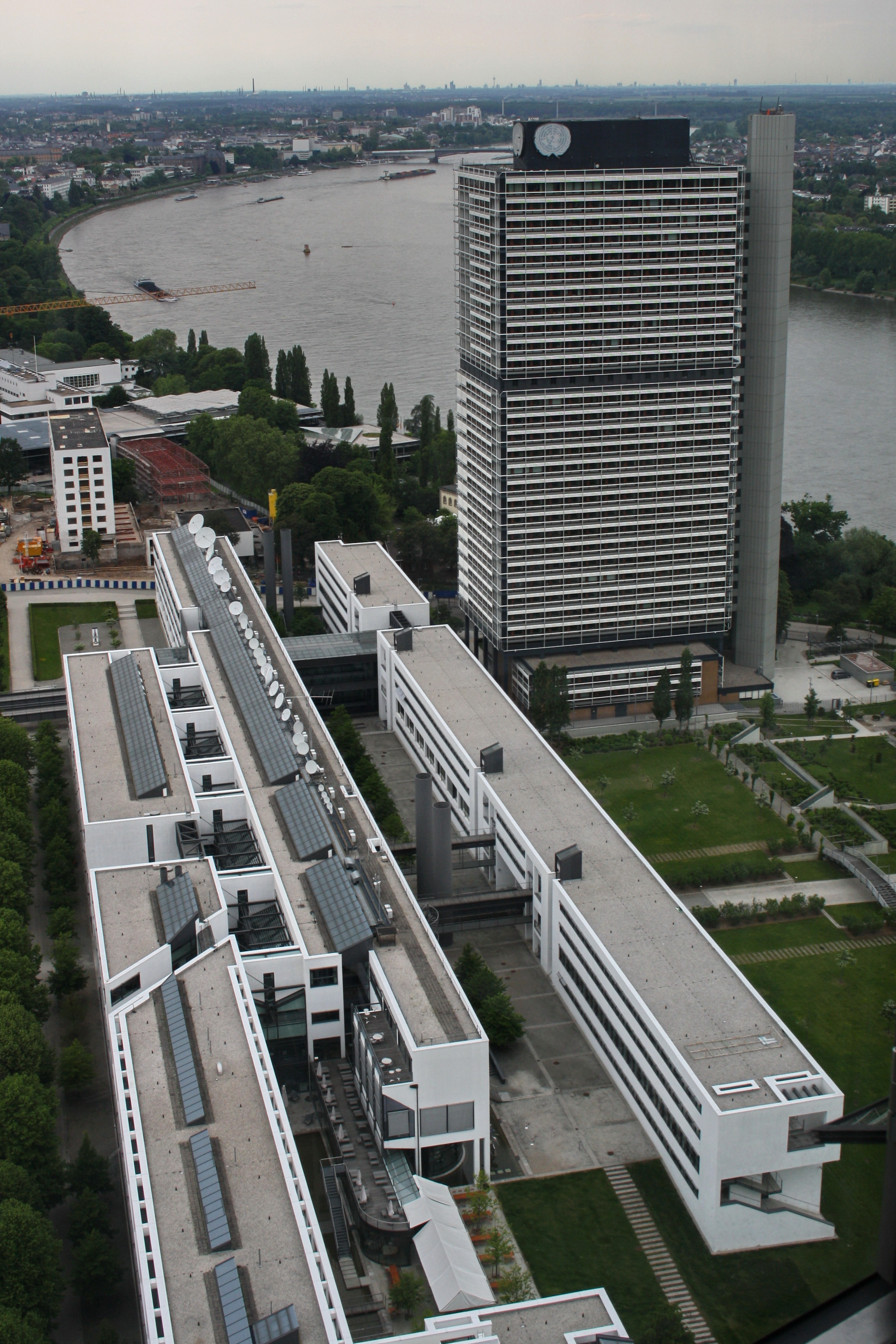
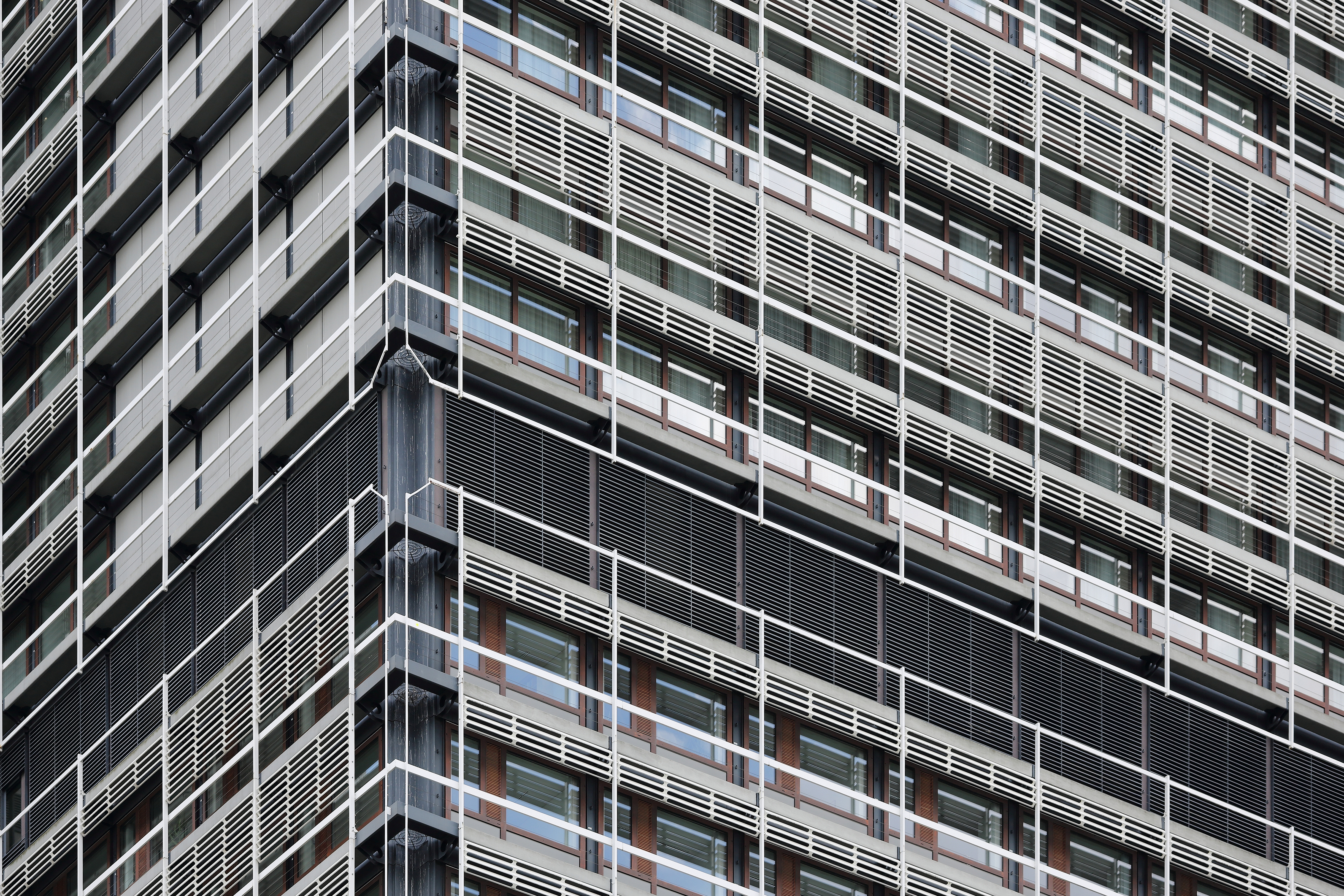

### Kommentar des Architekten
Der Architekt selbst mahnte bei Auftragsvergabe bereits nachdrücklich:

„Isoliert steht es wie ein peinlicher Finger in der Gegend. Das kommt gar nicht in Frage, das wäre ein Torso.“

So kam es, dass das Hochhaus von 1969 über die gesamte Ära Bonns als Bundeshauptstadt monolithisch am Rheinufer die Silhouette der Stadt bestimmte. Erst durch den Post Tower im Jahre 2002 bekam der Lange Eugen ein zweites vertikales Pendant.

### Rezeption
„Es war der nächstliegende Gestus, aus der hingestreckten Bonner Rheinuferlandschaft abrupt hinauszuweisen und mit der banal beanspruchten Vertikalen ein Signal zu setzen: Achtung, Hauptstadt! (…) Indessen steht der »Lange Eugen« konkurrenzlos im Rheinuferpark, als reines Zeichen, frei von den Bedrängnissen der Grundstückskeilerei. Wo die bodenspekulative Willkür nicht hinreicht, kommt solche Hochbaufreiheit leicht in den Geruch einer formalistischen Willkür, die dem »Langen Eugen« den selbstherrlichen Umriß sicherte.“

„Fein proportioniert und sorgfältig unterteilt zeigt sich vor allem die Fassadengestalt des Außenbaus, der in allen Geschossen von umlaufenden Gängen umgeben ist. (…) All das ist künstlerisch gelungen und gereicht dem Architekten zur Ehre. Trotzdem bietet der einsame Hochhausriese, ähnlich wie das neue Bonner Stadthaus, ein Musterbeispiel dessen, was man nicht machen darf: Bonns Stadtbild im Gefolge des Hauptstadtausbaus damit überfordern, daß man ihm ohne Rücksicht auf landschaftliche und städtebauliche Gegebenheiten Hochhausgiganten weltstädtischen Ausmaßes aufpfropft (…).“

„[E]ine hochgestellte Schachtel mit elegantem Sockel, auf dem die Schachtel zu schweben scheint, also leicht wirkt, mit einer angenehm differenzierten, wenn auch strikt gerasterten Fassade, zweckdienlich und auf etwas linkische Weise um Raumbeherrschung bemüht.“

„Das Abgeordnetenhochhaus zeigt wie ein Finger auf das Regierungsviertel. (…) Baulich ist dieses Hochhaus wie auch das Stadthaus ein Verstoß gegen die sich im Rheinbogen entfaltende Bonner Stadtlandschaft.“

„In vollendeter Harmonie ragt der Baukörper aus Stahl und Glas empor (…). Horizontale Blenden und vertikale Tragstangen verleihen dem Bau Lebendigkeit und Organik, ohne die Form des »organischen Bauens« zu übernehmen. Skelett und Hülle, beides vereint Eiermann hier derart, daß beide Elemente sichtbar und wirksam bleiben und sich harmonisch ergänzen. Die Masse löst sich in ein Liniengefüge auf, ohne auf Körperlichkeit zu verzichten. Der vom Architekten intendierte Symbolverzicht reduziert den Baukörper in seiner einfachen Klarheit auf die reine Form. Daß diese »Form«, gleichsam eine »gebaute Rücksichtnahme« (Pehnt), dennoch zum Symbol für die Bundesrepublik wurde, spricht für ihre künstlerisch ausgeprägte Ambition. Die unhierarchische Aufteilung symbolisiert anschaulich ein Stück demokratisches Bauen.“

„Der ‚Lange Eugen‘ blieb vielen ein Fremdkörper trotz seiner in Jahrzehnten gewachsenen bundesweiten Symbolhaftigkeit. Aber was wäre gewesen, wenn sein Architekt Egon Eiermann ihn flach gelegt hätte, wie es seinerzeit alternativ überlegt wurde? Das Hochhaus am Rhein war keineswegs ein spontanes Wunschkind, sondern nach Standort und Form das Produkt sorgfältiger Abwägungen (…).“

## Kunst am Bau
Der Lange Eugen ist mit einigen als Kunst am Bau installierten Arbeiten bildender Künstler ausgestattet, die von der damaligen Bundesbaudirektion direkt beauftragt worden waren. Für eine der Supraporten über den Doppelflügeltüren der Sitzungssäle schuf der Künstler Günther Uecker ein beleuchtbares Nagelobjekt als kinetisches Kunstwerk. Zwei weitere Supraporten und drei Wandseiten im großen Sitzungssaal gestaltete der Maler Georg Meistermann mit seiner Ehrenchronik demokratischen Verhaltens, die auf 69 umlaufenden Glastafeln die Namen von mit Demokratie und humanitären Werten verbundenen Politikern, Wissenschaftlern und Künstlern nennt. Die Supraporte des früheren Sitzungssaals des Verteidigungsausschusses zeigt die thematisch auf diesen bezogene, als Triptychon ausgebildete Arbeit Weltgericht (Inferno des Krieges) des Künstlers HAP Grieshaber. Eine Reliefarbeit des Bildhauers Fritz Koenig aus Aluminium, das Große Kugelrelief II, ist als Supraporte eines weiteren Sitzungssaals zu sehen; ebenso eine auf eine Metallplatte aufgesetzte Malerei von Emil Schumacher, ein Kunststoffrelief des Bildhauers Günter Ferdinand Ris und als Tapisserie ein Wollteppich der Bildweberin Woty Werner. Im Flur des 27. Stocks befindet sich das ursprünglich in der Eingangshalle installierte Glasmosaik Steine (1970) von Hans Kaiser.